# Лебедев, Василий Дмитриевич
Василий Дмитриевич Лебедев (20 декабря 1934, Догдо-Чыбагалахский наслег, Момский район, Якутская АССР — 1982) — первый эвенский поэт, исследователь диалектов современного эвенского языка, кандидат филологических наук.

## Биография
Родился 20 декабря 1934 года в Догдо-Чыбагалахском наслеге Момского района Якутской АССР, в семье оленеводов.
В 1954—1958 годах учился в Педагогическом институте имени Герцена в Ленинграде. Будучи студентом первого курса, углубленно занимался исследовательской работой под руководством профессора В. И. Цинциус, участвовал в научно-диалектологической экспедиции этнографа-тунгусоведа Л. Д. Ришес.
В 1960 году закончил историко-филологический факультет Якутского государственного университета. В 1965 году вступил в Союз писателей СССР.
В 1970 году окончил аспирантуру Ленинградского отделения Института языка и литературы народов СССР, защитил кандидатскую диссертацию по теме «Догдо-Чебогалахский говор эвенов Момского района Якутской АССР».
В 1958—1965, 1970—1982 годах работал в Институте языка, литературы и истории Якутского филиала СО АН СССР.
1965—1967 гг. — собкор газеты «Социалистическая Якутия».

## Творчество
Первые стихи Лебедева публиковались в журналах «Полярная звезда», «Дружба народов», «Дальний Восток». Первая книга стихов вышла в свет в 1963 году и называлась она «Омчэни» (эвенк. «Өмчэни») по имени легендарного эвенского героя. Произведение основано на фольклоре, идущем из глубин веков. Всего им написано около 10 поэтических сборников на русском, эвенском и якутском языках.
В Верхоянье, в своём отчем крае, поэт черпал темы для своего поэтического вдохновения, здесь он изучал язык и фольклор родного народа («В дремучей тайге», перевод Г. Фролова):
В дремучей тайге

Родилось моё слово.

В горах Верхоянских

И в тундре песцовой …

## Научные труды
1970-е годы Лебедев провёл в многочисленных научных экспедициях, исследовал язык эвенов Якутии, Камчатской и Магаданской областей, Хабаровского края. Результатом экспедиций стали монографии «Язык эвенов Якутии» и «Охотский диалект эвенского языка», разработанные им «Правила орфографии эвенского языка» (в соавт. с К. А. Новиковой), а также статьи «Эвены Момского района ЯАССР», «О некоторых особенностях говора эвенов Аллаиховского района», «Об эвенской детской литературе», «Литература, рождённая Октябрём» и др. Им опубликовано 40 научно-популярных статей, посвящённых вопросам языка, фольклора, литературы, культуры и быта эвенов.
В. Д. Лебедев — автор более 10 учебников и методических пособий для эвенских школ.

##### На эвенском языке
- Өмчэни: Дентур: (Стихи). — Якутск: Кн. изд-во, 1963. — 68 с.
- Хиги огални. — Якутск: Кн. изд-во, 1965. — 88 с.
- Дялбу төрэҥнэтэн: (Стихи). — Якутск: Кн. изд-во, 1968. — 64 с.
- Мэрлэҥкэ: (Стихи). — Якутск: Кн. изд-во, 1971. — 52 с.
- Миргилан: (Стихи). — Якутск: Кн. изд-во, 1977. — 72 с.
- Икээнин: (Стихи и поэмы). — Якутск: Кн. изд-во, 1984. — 192 с.

##### На якутском языке
- Оонньоохоон-додекээн: Стихи для детей. — Якутск: Кн. изд-во, 1970. — 24 с.
- Оҕуруо кустук: Стихи, поэма. — Якутск: Кн. изд-во, 1974. — 64 с.
- Күнүм, сирим дьарҕаалара: Стихи. — Якутск: Кн. изд-во, 1980. — 78 с.

##### На русском языке
- Белый олень: Стихи. — Л.: Лениниздат, 1972. — 104 с.
- Священный родник: Стихи и поэма. — М.: Современник, 1974. — 79 с.
- Оран. Стихотворения и поэмы. Перевод Геннадия Фролова. ― М., Современник, 1982
- Сила песни. Стихи и поэмы. — Якутск. 1984
- Родная тундра. Стихотворения и поэмы. — М., Советская Россия, 1985

## Награды и премии
- Лауреат премии Ленинского комсомола Якутии (1982), за сборник стихов «Все цвета радуги» (якут. «Кустук бары өҥүнэн».[1]

## Память
Имя В. Д. Лебедева присвоено Орто-Дойдунской средней школеМомского улуса.